# Columbia Lake
La Primera Nació Columbia Lake o ʔakisq̓nuk First Nation əˈkɪsk(ə)nʊk és una Primera Nació basada en la regió d'East Kootenay de la Colúmbia Britànica. En el Procés del Tractat de la Colúmbia Britànica formen part del Consell Tribal Ktunaxa Kinbasket.

## Procés del Tractat
Està en la fase 4 del Procés del Tractat de la Colúmbia Britànica.